# Anything in Return
Anything in Return è il terzo album discografico in studio del musicista statunitense Toro y Moi, pubblicato nel 2013.

## Tracce
Testi e musiche di Chaz Bundick.
1. Harm in Change – 4:01
2. Say That – 4:44
3. So Many Details – 4:46
4. Rose Quartz – 4:13
5. Touch – 2:38
6. Cola – 3:33
7. Studies – 4:02
8. High Living – 4:19
9. Grown Up Calls – 3:28
10. Cake – 3:53
11. Day One – 4:17
12. Never Matter – 4:18
13. How's It Wrong – 3:54